# Горня-Риека
Го́рня-Рие́ка (хорв. Gornja Rijeka) — община с центром в одноимённом посёлке на севере Хорватии, в  Копривницко-Крижевацкой жупании. Население — 370 человек в самом посёлке и 1781 человек во всей общине (2011). Подавляющее большинство населения — хорваты (99 %). В состав общины, кроме Горня-Риеки, входят ещё 13 деревень.
Община располагается в западной части жупании на границе с Вараждинской жупанией. Все населённые пункты общины расположены в холмистой местности на южных склонах западной части гряды Калник. В 10 км к северу находится город Вараждинске-Топлице, в 15 км к юго-востоку — Крижевцы.
Через Горню-Риеку проходит автомобильная дорога D22, соединяющая город Крижевцы с автобаном A4. К северу от Горньи-Риеки находятся лесистые холмы Калника, к югу — сельскохозяйственные угодья.
Главными достопримечательностями посёлка являются приходская церковь Вознесения Пресвятой Девы Марии, построенная в XIII веке и с тех пор неоднократно перестроенная и позднеренессансный замок Эрдёди-Рубидо, возведённый во второй половине XVII века (ныне в частной собственности). В середине XIX века владелицей замка была первая хорватская оперная примадонна графиня Сидония Эрдёди-Рубидо. Графиня заботилась о процветании Горни-Риеки, в частности за свой счёт выстроила в посёлке школу. Похоронена она здесь же, в церкви Вознесения Девы Марии. Существует исторически неподтверждённая легенда о том, что Сидония Эрдёди-Рубидо была первой, кто исполнил с своём замке в Горне-Риеке хорватский национальный гимн «Lijepa naša domovino».